# Ахметов Ілай Узбекович
Ахметов Ілай Узбекович (нар. 3 липня 1956, Дудівка, Козачинський район, СРСР) — російський державний діяч. Мер Ачинська, (2007—2020). 2001-2006 рр. - депутат Законодавчих Зборів Красноярського краю третього скликання.

## Біографія
Ахметов народився 3 липня 1956 року в селі Дудівка Казачинського району. У 1978 році закінчив Красноярський інститут кольорових металів.

## Нагороди
- Російською православною церквою нагороджений орденом «Честь і слава».